# مادرید (مین)
مادرید (به انگلیسی: Madrid) یک منطقهٔ مسکونی در ایالات متحده آمریکا است که در شهرستان فرانکلین، مین واقع شده‌است. مادرید ۱۰۸٫۲ کیلومتر مربع مساحت و ۱۷۳ نفر جمعیت دارد و ۳۵۵ متر بالاتر از سطح دریا واقع شده‌است.